# 撫養橋
撫養橋（むやばし、英語：Muya Bridge）は、徳島県鳴門市にある国道28号の橋梁で、2箇所に存在する。両者は異なる場所に位置し直線距離にして約2.6km離れているが、双方ともに鳴門市内にあり、また国道28号が通る。名称は地名の「撫養」に由来する。

## 小鳴門海峡の撫養橋
小鳴門海峡に架かる撫養橋は、全長536m・計4車線の桁橋である。2本の橋梁で構成される。
大毛島（鳴門市鳴門町）と四国（同市撫養町）を結ぶ。国道28号（神戸淡路鳴門自動車道）と水道管が通る。

### 概要
1987年5月に現在の上り線の橋梁が暫定2車線で開通し、1998年4月に現在の下り線の橋梁が開通した。平日の交通量は12,332台/日という。
約50mの間隔を置いて西側に吊り橋の小鳴門橋（1961年7月開通）が並行しており、四半世紀の間における土木技術の進歩を見ることができる。
付近には鳴門競艇場やポカリスエット等の巨大な広告が壁に描かれた大塚製薬の倉庫があり、当橋梁の上から見渡せる。また当橋梁の北詰めには鳴門第二トンネル、南詰めには撫養バスストップがある。
当橋梁と同じ高速道路にある海峡を跨ぐ他の橋梁としては、明石海峡大橋と大鳴門橋がある。また当橋梁と同じ海峡に架かる他の橋梁としては、先述した小鳴門橋の他にも、小鳴門大橋と小鳴門新橋がある。

## 新池川の撫養橋
新池川に架かる撫養橋は、全長74m・2車線・2歩道の平面橋である。
鳴門市撫養町と同市大津町を結ぶ。国道28号（旧国道11号）が通る。

### 概要
平日の交通量は18,762台/日という。吉野川バイパスが全通する以前は徳島・高松間および洲本・徳島間のメインルートとして機能していたが、現在は地元民の生活道路としての趣がある。
付近には鳴門警察署や徳島県立鳴門渦潮高等学校大津キャンパスがある。